# ムスタファ・ジェミーレフ

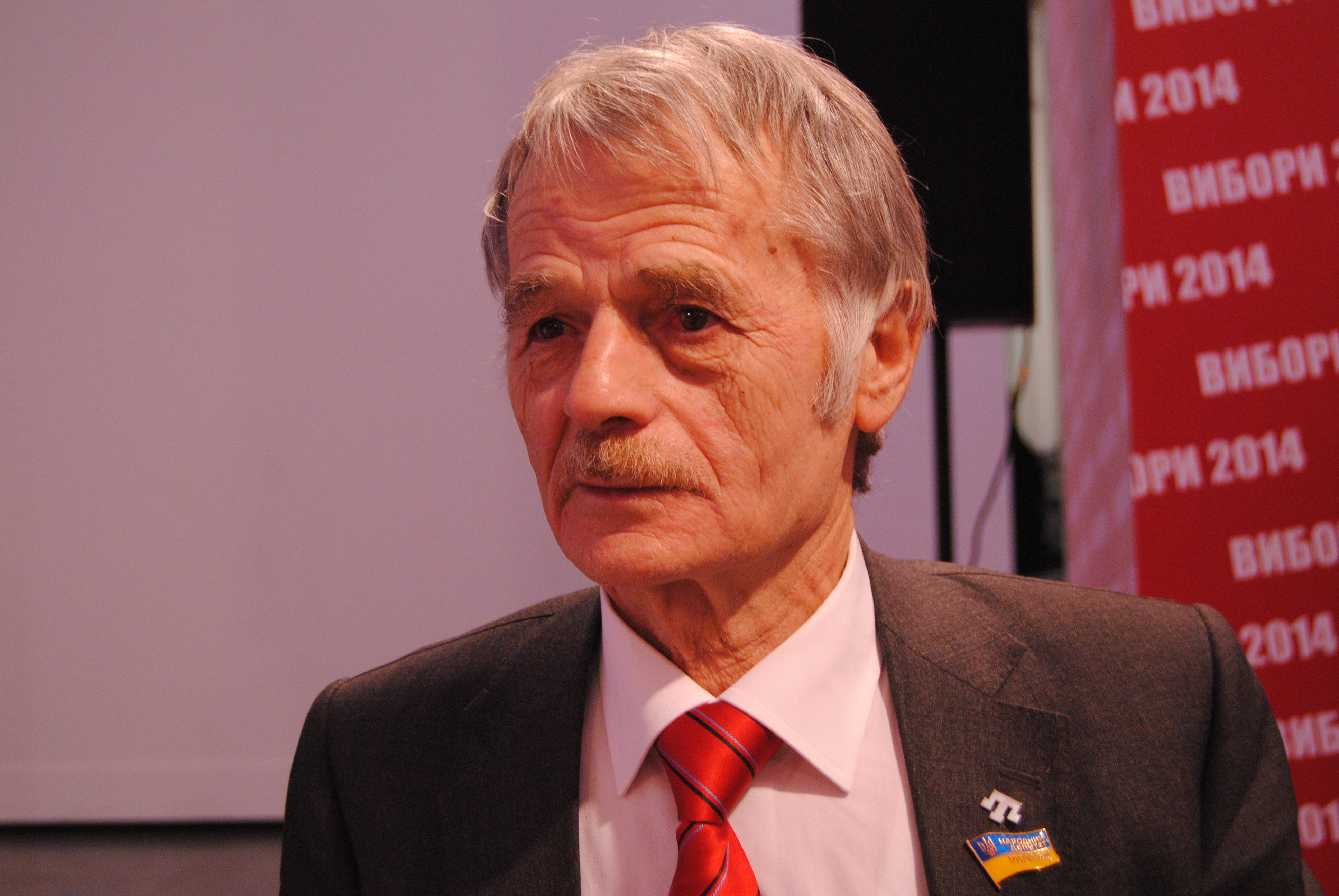
ムスタファ・ジェミレフ　2014年

ムスタファ・ジェミーレフ（クリミア・タタール語: Mustafa Abdülcemil Qırımoğlu/Мустафа Абдюльджемиль огълу Джемилев、ロシア語: Мустафа Джемилев、ウクライナ語: Мустафа Джемілєв、1943年11月13日 - ）は、クリミア・タタール人の民族運動家、政治家。
クリミア・タタール人の民族自治組織であるクリミア・タタール民族会議（メジュリス）の初代議長。ウクライナ最高会議代議員。

## 経歴
ジェミーレフは、1943年にクリミア半島南部のスダクで生まれた。生後すぐに、スターリンによる強制移住が行われ、ジェミーレフは家族と一緒にウズベキスタンに追放された。
タシュケントの航空機工場で旋盤工として勤務する中、1961年に「青年クリミア・タタール人同盟」を結成し、クリミア・タタール人のクリミアへの帰還運動を開始する。反政府活動の疑いで、1966年から1986年の間に6度の投獄を経験する。また、1975年には303日間のハンガーストライキを実施し、国際世論にソ連邦内の民族問題の存在をアピールしたことで知られる。
ソ連政府により、強制移住措置の解除が決定されると、1989年には、新しく設立されたクリミア・タタール運動組織（Организация Крымскотатарского Национального Движения (ОКНД)）の指導者に選出され、家族と共にクリミアへの帰還を果たした。
1991年には、ソ連邦内の全クリミア・タタール人から代議員の選出を実施し、クリミア・タタール人の最高意思決定機関であるクリミア・タタール民族大会（クルルタイ）をシンフェロポリにて開催させた。クルルタイの大会では、執行機関としてクリミア・タタール民族会議（メジュリス）が選出され、ジェミーレフが議長に選出された。
1998年からは、ウクライナ最高会議の議員も務め、2004年の大統領選挙では政治ブロック「我らのウクライナ」のメンバーとしてヴィクトル・ユシチェンコ候補を支援した。
2014年クリミア危機の後に生じたロシアによるクリミア・セヴァストポリの編入に対してジェミーレフは「（ロシアへの編入を問う）住民投票をタタール人が認めたことも、認めることもない」と主張した。編入後、メジュリスはロシア政府によって過激派と認定され、活動禁止を命じられた。

## 私生活
1998年に、国際連合難民高等弁務官事務所 (UNHCR) からナンセン難民賞を受賞。
妻帯、3児の父親である。